# HD 10934
HD 10934，又名CD-51 419，SAO 232519、HR 519，是一颗恒星，视星等为5.49，位于銀經282.92，銀緯-64.14，其B1900.0坐标为赤經1h 42m 10.7s，赤緯-51° -64.14′ 58″。